# Apisa holobrunnea
Anapisa holobrunnea là một loài bướm đêm thuộc phân họ Arctiinae, họ Erebidae.